# Karl Vogeler

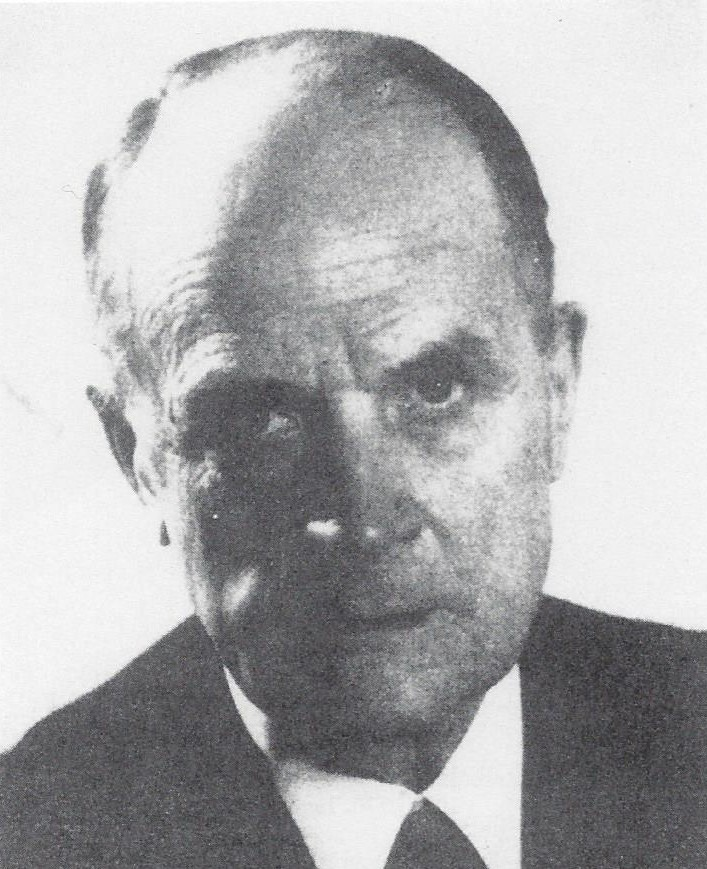
Karl Vogeler

Karl Vogeler (* 18. April 1889 in Hildesheim; † 29. April 1978 in Wedel, Kreis Pinneberg) war ein deutscher Chirurg.

## Leben
Vogeler wurde 1913 als Arzt approbiert und von der Albert-Ludwigs-Universität Freiburg zum Dr. med. promoviert. Nach zwei Jahren am Deutschen Sanatorium in Sanremo und am Knappschaftskrankenhaus in Quierschied zog er 1915 in den Ersten Weltkrieg. 1917 aus dem Deutschen Heer entlassen, arbeitete er von 1918 bis 1920 wieder bei Hans Walter Drüner in Quierschied. 1921 ging er zu August Bier, bei dem er sich 1927 für Chirurgie, Gynäkologie, Orthopädie und Urologie habilitierte. Nach elf Jahren an der Charité wurde er 1932 Chefarzt am Krankenhaus in Hermannswerder. 1933 war er kommissarischer Leiter von Ferdinand Sauerbruchs Klinik (Lehrstuhl II) in Berlin. Er blieb als Oberarzt bei Georg Magnus (Lehrstuhl I). 
Von 1934 bis 1945 war er  Leitender Arzt der Chirurgie im Städtischen Krankenhaus Stettin. 1937 leitete er die 55. Tagung der Vereinigung Nordwestdeutscher Chirurgen. Im Zweiten Weltkrieg wurde das Krankenhaus Stettin zum Reserve-Lazarett 6. Als Oberfeldarzt war Vogeler Chefarzt dieses Lazaretts und Beratender Chirurg beim Korpsarzt des Stellvertretenden Generalkommandos des II. Armeekorps. 1942 veröffentlichte er die Biografie seines Lehrers Bier. Er war Mitglied der NSDAP, des NSKK und des NS-Ärztebundes.
Nach dem Zweiten Weltkrieg, Stettin war 1945 an Polen gekommen, eröffnete er 1947 eine Arztpraxis in Rendsburg. 1949 dort zum Durchgangsarzt bestellt, betrieb er bis 1956 eine Privatklinik. Er wurde in die Kammerversammlung der Ärztekammer Schleswig-Holstein gewählt und war bei seinen zahlreichen und vielseitigen Publikationen ab 1955 Schriftleiter des Schleswig-Holsteinischen Ärzteblatts.
Vogeler war verheiratet und hatte fünf Kinder, von denen nur drei überlebten.

## Schriften
- mit Franziska Berthold: Der Chirurgische Operationssaal: Ratgeber für die Vorbereitung chirurgischer Operationen. Springer, Berlin Heidelberg 1935, ISBN 978-3-662-40758-5. GoogleBooks
- August Bier – Leben und Werk. J. F. Lehmanns Verlag, München 1942. ISBN 978-0013422211.